# Olympische Sommerspiele 1988/Rudern – Zweier mit Steuermann
Der Ruderwettbewerb im Zweier mit Steuermann der Männer bei den Olympischen Spielen 1988 in Seoul wurde vom 20. bis zum 25. September 1988 auf der Misari Regatta Strecke in Hanam ausgetragen. 42 Athleten in 14 Booten traten an.
Der Wettbewerb, der über die olympische Ruderdistanz von 2000 Metern ausgetragen wurde, begann mit drei Vorläufen mit jeweils fünf oder vier Mannschaften. Die jeweils erst-, zweit- und drittplatzierten Boote der Vorläufe qualifizierten sich für das Halbfinale A/B, während die verbleibenden fünf Boote in den Hoffnungslauf gingen. Im Hoffnungslauf qualifizierte sich das erst-, zweit- und drittplatzierte Boot ebenfalls für das Halbfinale A/B, während die verbliebenen zwei Boote aus dem Wettbewerb ausschieden.
In den beiden Halbfinalläufen A/B qualifizierten sich die ersten drei Boote für das A-Finale, die Plätze 4 bis 6 qualifizierten sich für das B-Finale zur Ermittlung der Plätze 7 bis 12. Im A-Finale am 25. September 1988 kämpften die besten sechs Boote um olympische Medaillen.
Die jeweils qualifizierten Ruderer sind hellgrün unterlegt.
Alle 12 Medaillen bei den letzten drei Weltmeisterschaften gingen an vier Nationen. Größter Favorit waren die amtierenden Weltmeister Carmine Abbagnale, Giuseppe Abbagnale und Giuseppe Di Capua aus Italien, die in Los Angeles auch schon die Goldmedaille in dieser Bootsklasse gewinnen konnten. Dazu kommen die Briten Andrew Holmes, Steven Redgrave und Patrick Sweeney, die bei der Weltmeisterschaft 1986 den Titel gewinnen konnten. Holmes und Redgrave traten zusätzlich auch im Wettbewerb des Zweier ohne Steuermann an. Dazu kommen die Silbermedaillengewinner aus Los Angeles Dimitrie Popescu, Vasile Tomoiagă und Ladislau Lovrenschi aus Rumänien, die in den letzten drei Jahren auch zwei Weltmeisterschaftsmedaillen sammeln konnten. Das vierte Team aus Ostdeutschland um Mario Streit, Detlef Kirchhoff und René Rensch konnte ebenfalls zwei Medaillen bei den letzten Weltmeisterschaften sammeln.
Während in den ersten zwei Vorläufen die Teams aus Ostdeutschland und der Sowjetunion gewinnen konnten, trafen im dritten Vorlauf gleich drei der favorisierten Boote aufeinander. Am Ende konnten die Italiener den Lauf für sich entscheiden, aber alle drei qualifizierten sich für das Halbfinale. Während sich im ersten Halbfinale das Boot aus Italien, mit olympischem Rekord, vor den Booten aus Ostdeutschland und Rumänien durchsetzen konnte, gewann im zweiten Lauf überraschend Bulgarien vor der Crew aus Großbritannien. Im Finale setzten sich von Anfang an die Italiener an die Spitze, im Feld dahinter folgten die Bulgaren vor den Booten aus Großbritannien und Rumänien. Während die Italiener souverän zum Titel fuhren, kämpften die anderen Mannschaften dahinter auf den letzten 500 Metern um die Medaillen. Die Bulgaren konnten das Tempo der ersten 1500 Meter nicht mehr halten und fielen auf den fünften Platz zurück. Dafür machte das Team aus Ostdeutschland über 3 Sekunden Rückstand auf den zweiten Platz gut und fuhr vom fünften auf den zweiten Platz nach vorne. Dahinter konnte die Mannschaft aus Großbritannien ihren knappen Vorsprung auf Rumänien halten und die Bronzemedaille gewinnen. Für Andrew Holmes und Steven Redgrave war es die zweite Medaille bei diesen Spielen, nachdem sie am Tag zuvor die Goldmedaille im Zweier ohne Steuermann gewonnen hatten.

## Titelträger
| Olympiasieger | Italien Besatzung: Carmine Abbagnale, Giuseppe Abbagnale, Giuseppe Di Capua (Stm.) | Los Angeles 1984 |
| Weltmeister   | Italien Besatzung: Carmine Abbagnale, Giuseppe Abbagnale, Giuseppe Di Capua (Stm.) | Kopenhagen 1987  |

## Vorläufe
Dienstag, 20. September 1988
- Qualifikationsnormen: Platz 1-3 -> Halbfinale A/B, ab Platz 4 -> Hoffnungslauf

### Vorlauf 1
| Platz | Nation     | Athleten                                               | Zeit (min) | Qualifikation  |
| ----- | ---------- | ------------------------------------------------------ | ---------- | -------------- |
| 1     | DDR        | Mario Streit, Detlef Kirchhoff, René Rensch (Stm.)     | 7:11,24    | Halbfinale A/B |
| 2     | Bulgarien  | Atanas Andreew, Emil Grojzew, Stefan Stojkow (Stm.)    | 7:15,24    | Halbfinale A/B |
| 3     | Neuseeland | Greg Johnston, Chris White, Andrew Bird (Stm.)         | 7:22,32    | Halbfinale A/B |
| 4     | Kanada     | Ian McKerlich, Dave Ross, Patrick Newman (Stm.)        | 7:25,16    | Hoffnungslauf  |
| 5     | Brasilien  | Flávio de Melo, Ángelo Roso Neto, Nilton Alonço (Stm.) | 7:27,68    | Hoffnungslauf  |

### Vorlauf 2
| Platz | Nation             | Athleten                                                   | Zeit (min) | Qualifikation  |
| ----- | ------------------ | ---------------------------------------------------------- | ---------- | -------------- |
| 1     | Sowjetunion        | Roman Kasanzew, Andrei Korikow, Andrei Lipski (Stm.)       | 7:12,96    | Halbfinale A/B |
| 2     | Jugoslawien        | Milan Janša, Sašo Mirjanič, Roman Ambrožič (Stm.)          | 7:14,96    | Halbfinale A/B |
| 3     | Vereinigte Staaten | Robert Espeseth, Daniel Lyons, Jon Fish (Stm.)             | 7:17,36    | Halbfinale A/B |
| 4     | Polen              | Wojciech Jankowski, Jacek Streich, Ireneusz Omięcki (Stm.) | 7:21,89    | Hoffnungslauf  |
| 5     | Irland             | Pat McDonagh, Frank Moore, Liam Williams (Stm.)            | 7:33,16    | Hoffnungslauf  |

### Vorlauf 3
| Platz | Nation           | Athleten                                                        | Zeit (min) | Qualifikation  |
| ----- | ---------------- | --------------------------------------------------------------- | ---------- | -------------- |
| 1     | Italien          | Carmine Abbagnale, Giuseppe Abbagnale, Giuseppe Di Capua (Stm.) | 7:03,55    | Halbfinale A/B |
| 2     | Großbritannien   | Andrew Holmes, Steven Redgrave, Patrick Sweeney (Stm.)          | 7:04,04    | Halbfinale A/B |
| 3     | Rumänien         | Dimitrie Popescu, Vasile Tomoiagă, Ladislau Lovrenschi (Stm.)   | 7:04,48    | Halbfinale A/B |
| 4     | Tschechoslowakei | Jan Kabrhel, Milan Škopek, Jiří Pták (Stm.)                     | 7:26,53    | Hoffnungslauf  |

## Hoffnungslauf
Mittwoch, 21. September 1988
- Qualifikationsnormen: Platz 1-3 -> Halbfinale, ab Platz 4 -> ausgeschieden

| Platz | Nation           | Athleten                                                   | Zeit (min) | Qualifikation  |
| ----- | ---------------- | ---------------------------------------------------------- | ---------- | -------------- |
| 1     | Tschechoslowakei | Jan Kabrhel, Milan Škopek, Jiří Pták (Stm.)                | 7:14,17    | Halbfinale A/B |
| 2     | Polen            | Wojciech Jankowski, Jacek Streich, Ireneusz Omięcki (Stm.) | 7:18,21    | Halbfinale A/B |
| 3     | Kanada           | Ian McKerlich, Dave Ross, Patrick Newman (Stm.)            | 7:18,60    | Halbfinale A/B |
| 4     | Brasilien        | Flávio de Melo, Ángelo Roso Neto, Nilton Alonço (Stm.)     | 7:21,31    | ausgeschieden  |
| 5     | Irland           | Pat McDonagh, Frank Moore, Liam Williams (Stm.)            | 7:23,87    | ausgeschieden  |

## Halbfinale
Donnerstag, 22. September 1988
- Qualifikationsnormen: Plätze 1-3 -> Finale A, ab Platz 4 -> Finale B

### Halbfinale A/B 1
| Platz | Nation      | Athleten                                                        | Zeit (min) | Qualifikation |
| ----- | ----------- | --------------------------------------------------------------- | ---------- | ------------- |
| 1     | Italien     | Carmine Abbagnale, Giuseppe Abbagnale, Giuseppe Di Capua (Stm.) | 6:56,62 OR | Finale A      |
| 2     | DDR         | Mario Streit, Detlef Kirchhoff, René Rensch (Stm.)              | 6:58,08    | Finale A      |
| 3     | Rumänien    | Dimitrie Popescu, Vasile Tomoiagă, Ladislau Lovrenschi (Stm.)   | 7:00,36    | Finale A      |
| 4     | Jugoslawien | Milan Janša, Sašo Mirjanič, Roman Ambrožič (Stm.)               | 7:09,45    | Finale B      |
| 5     | Polen       | Wojciech Jankowski, Jacek Streich, Ireneusz Omięcki (Stm.)      | 7:13,48    | Finale B      |
| 6     | Neuseeland  | Greg Johnston, Chris White, Andrew Bird (Stm.)                  | DNS        | Finale B      |

### Halbfinale A/B 2
| Platz | Nation             | Athleten                                               | Zeit (min) | Qualifikation |
| ----- | ------------------ | ------------------------------------------------------ | ---------- | ------------- |
| 1     | Bulgarien          | Atanas Andreew, Emil Grojzew, Stefan Stojkow (Stm.)    | 7:01,23    | Finale A      |
| 2     | Großbritannien     | Andrew Holmes, Steven Redgrave, Patrick Sweeney (Stm.) | 7:01,51    | Finale A      |
| 3     | Sowjetunion        | Roman Kasanzew, Andrei Korikow, Andrei Lipski (Stm.)   | 7:01,78    | Finale A      |
| 4     | Tschechoslowakei   | Jan Kabrhel, Milan Škopek, Jiří Pták (Stm.)            | 7:04,20    | Finale B      |
| 5     | Kanada             | Ian McKerlich, Dave Ross, Patrick Newman (Stm.)        | 7:06,21    | Finale B      |
| 6     | Vereinigte Staaten | Robert Espeseth, Daniel Lyons, Jon Fish (Stm.)         | 7:07,05    | Finale B      |

## Finale

### A-Finale
Sonntag, 25. September 1988, 2:57 Uhr MESZ

Anmerkung: zur Ermittlung der Plätze 1 bis 6
| Platz | Nation         | Athleten                                                        | Zeit (min) |
| ----- | -------------- | --------------------------------------------------------------- | ---------- |
| 1     | Italien        | Carmine Abbagnale, Giuseppe Abbagnale, Giuseppe Di Capua (Stm.) | 6:58,79    |
| 2     | DDR            | Mario Streit, Detlef Kirchhoff, René Rensch (Stm.)              | 7:00,63    |
| 3     | Großbritannien | Andrew Holmes, Steven Redgrave, Patrick Sweeney (Stm.)          | 7:01,95    |
| 4     | Rumänien       | Dimitrie Popescu, Vasile Tomoiagă, Ladislau Lovrenschi (Stm.)   | 7:02,60    |
| 5     | Bulgarien      | Atanas Andreew, Emil Grojzew, Stefan Stojkow (Stm.)             | 7:03,04    |
| 6     | Sowjetunion    | Roman Kasanzew, Andrei Korikow, Andrei Lipski (Stm.)            | 7:06,07    |

### B-Finale
Freitag, 23. September 1988, 3:04 Uhr MESZ

Anmerkung: zur Ermittlung der Plätze 7 bis 12
| Platz | Nation             | Athleten                                                   | Zeit (min) |
| ----- | ------------------ | ---------------------------------------------------------- | ---------- |
| 7     | Tschechoslowakei   | Jan Kabrhel, Milan Škopek, Jiří Pták (Stm.)                | 7:11,30    |
| 8     | Jugoslawien        | Milan Janša, Sašo Mirjanič, Roman Ambrožič (Stm.)          | 7:15,82    |
| 9     | Polen              | Wojciech Jankowski, Jacek Streich, Ireneusz Omięcki (Stm.) | 7:18,60    |
| 10    | Kanada             | Ian McKerlich, Dave Ross, Patrick Newman (Stm.)            | 7:18,89    |
| 11    | Vereinigte Staaten | Robert Espeseth, Daniel Lyons, Jon Fish (Stm.)             | 7:24,18    |
| 12    | Neuseeland         | Greg Johnston, Chris White, Andrew Bird (Stm.)             | DNS        |

### Weiteres Klassement ohne Finals
| Platz | Nation    | Athleten                                               | Zeit (min) |
| ----- | --------- | ------------------------------------------------------ | ---------- |
| 13    | Brasilien | Flávio de Melo, Ángelo Roso Neto, Nilton Alonço (Stm.) | –          |
| 14    | Irland    | Pat McDonagh, Frank Moore, Liam Williams (Stm.)        | –          |